# Interflug

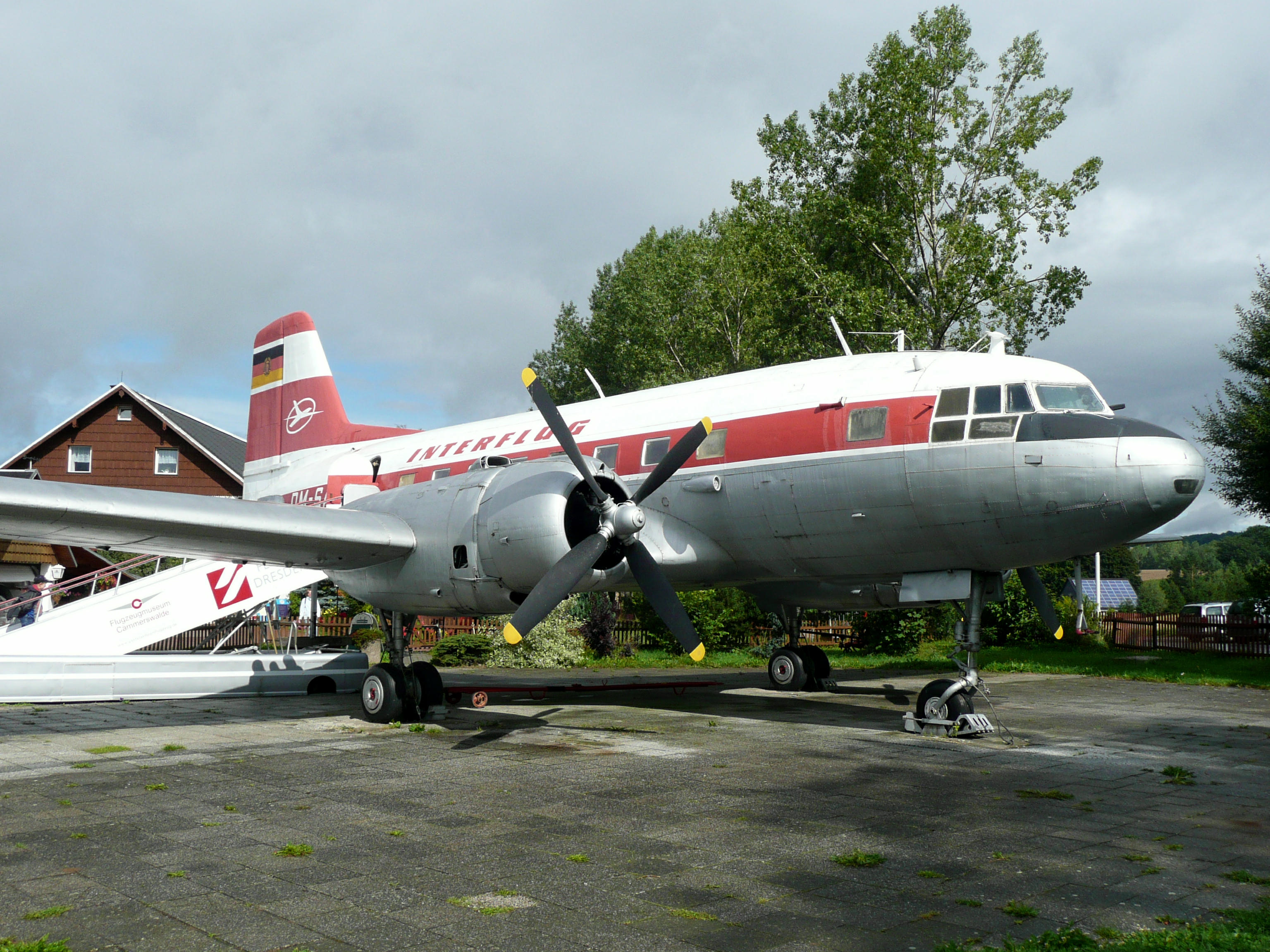
Un Ilyushin Il-14 de Interflug.

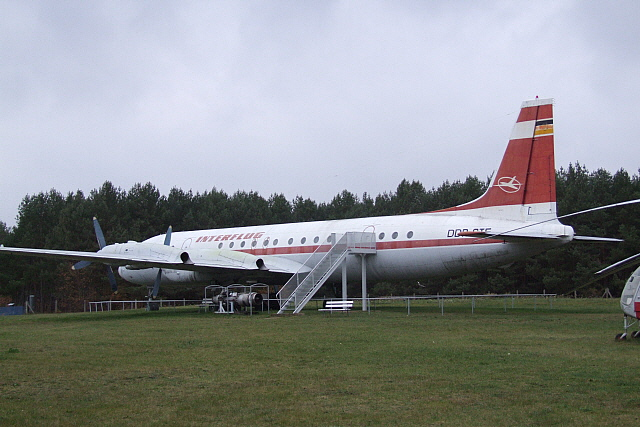
Un Ilyushin Il-18 de Interflug.

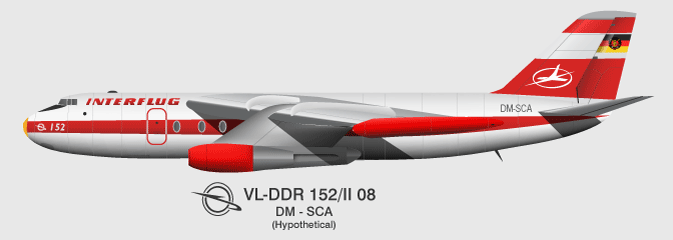
Dibujo de un Baade 152 representado como si prestara servicios para Interflug.

Interflug fue la aerolínea estatal de Alemania Oriental desde 1963 hasta 1991, cuando cesó sus operaciones tras la reunificación de Alemania. Originalmente, la aerolínea nacional de Alemania del Este era llamada Deutsche Lufthansa (oficialmente Deutsche Lufthansa GmBH der DDR), pero encontró oposición por parte de Alemania Occidental, con lo cual después de un juicio llevado a cabo en Berna se le entregó la marca Lufthansa a la empresa germana occidental. La oficina central estaba ubicada en el Aeropuerto de Berlín-Schönefeld en dicha localidad cercana a Berlín Este.

## Historia
Interflug (abreviación de Internationaler Flug, «vuelo internacional» en alemán) fue fundada en 1958 como una aerolínea secundaria de Alemania Oriental para realizar vuelos chárter, pero en 1963 se perdió el nombre Lufthansa, por lo que Interflug se convirtió en la "nueva" aerolínea nacional de Alemania del Este.
Durante gran parte su existencia (1963-1989), Interflug utilizaba exclusivamente aviones soviéticos. Esto se debía en parte a la decadencia del Baade 152, el cual fue el primer avión jet diseñado en Alemania Oriental. Sin embargo, el Baade 152 sólo fue construido en forma de prototipo (de los cuales el primero fabricado se estrelló durante una prueba) y el proyecto fue cancelado en 1961. Entre los aviones en servicio de Interflug entre 1963 y 1991 se incluyen al Ilyushin Il-18, el Ilyushin IL-62 y el Tupolev Tu-134. Interflug señalaba ser el mayor usuario no ruso del Il-62 con 24 modelos adquiridos por la aerolínea (el primero fue entregado en abril de 1970) incluyendo 6 Il-62, 16 Il-6SM y 2 Il-62MK, con 21 de las naves para uso civil y 3 para uso militar. El Il-62 aparecía constantemente en el material promocional de Interflug durante los años 70 y 80. Interflug también operaba no menos de 39 modelos del Tu-134, con los cuales desarrolló una amplia red de rutas en Europa, la URSS, el Medio Oriente y el Norte de África. También se utilizaron varios Tu-134 para servicios gubernamentales.
En junio de 1989 Interflug introdujo la primera aeronave construida en occidente en forma de tres Airbus A310, luego de que el director de la empresa, Dr. Klaus Henkes, convenciera al líder de la RDA, el Secretario General del Partido Socialista Unido de Alemania, Erich Honecker, de adquirir naves occidentales con tal de posicionar a Interflug como una aerolínea moderna. Dicha transacción fue difícil para un estado comunista que carecía de una moneda fuerte, y el acuerdo se logró luego de que Franz Josef Strauß, el entonces ministro-presidente del estado de Baviera en Alemania Occidental y miembro fundador de Airbus Industrie, ayudó a negociar la compra con préstamos del estado alemán occidental.
Posterior a la reunificación y antes de su liquidación final, Interflug arrendó un De Havilland Canada Dash 8 a Tyrolean Airways para cubrir el resto de las obligaciones contractuales respecto a los vuelos hacia Viena luego de que se anunció la liquidación de la aerolínea. Fueron considerados varios planes de renovación de la flota a largo plazo, tales como adquirir aviones Boeing 767 para rutas largas y Boeing 737 para rutas europeas, para lo cual se realizaron estudios de factibilidad cuando la RDA aún era un satélite de la Unión Soviética, pero la aerolínea fue liquidada antes de que se concretara cualquier adquisición.
Interflug operaba principalmente en Europa, particularmente en países de Europa del Este que pertenecían al bloque soviético, aunque también realizaba vuelos a Cuba, Pekín en la República Popular China, algunos países de África alineados a la Unión Soviética, Hanoi en Vietnam, Pionyang en la República Democrática Popular de Corea, y a fines de los 80 a países no comunistas del sudeste asiático incluyendo Bangkok y Singapur, ambos vía Dubái. A nivel local, Interflug transportaba a 250.000 pasajeros en 1969. Sin embargo, el creciente flujo de pasajeros en los ferrocarriles nacionales de la RDA, la Deutsche Reichsbahn, llevó a una notoria disminución del número de pasajeros. En 1971, la aerolínea volaba entre cinco ciudades de Alemania Oriental, habiendo descontinuado todos los vuelos a Karl-Marx-Stadt (Chemnitz).
La aerolínea también era responsable de la operación de los aeropuertos nacionales. Después de la reunificación de Alemania, los aeropuertos en la antigua RDA fueron vendidos por separado. Interflug realizó su primer vuelo regular a Alemania Occidental en agosto de 1989, desde Leipzig hasta Düsseldorf, sobrevolando espacio aéreo checoslovaco.

### Problemas financieros y liquidación
Durante años, al igual que otras aerolíneas nacionales de países comunistas, Interflug acarreaba problemas financieros para el gobierno de la RDA, la cual constantemente generaba deudas. Esto se debía en parte a la flota que databa de los años 60, sumado a las restricciones de una economía planificada, y la interferencia burocrática en las operaciones diarias. En marzo de 1990, cuando la reunificación aún no estaba completa del todo, la entonces aerolínea nacional de Alemania Occidental, Lufthansa, accedió a tomar el 26 por ciento de Interflug con tal de generar una eventual fusión pero la oferta fue bloqueada por el Bundeskartellamt. La reunificación ocurrió rápidamente y el gobierno rechazó dicha propuesta de crear un monopolio en el sector de la aviación luego de que la Comisión Europea se mostrara preocupada por el acceso al libre mercado. El gobierno alemán originalmente esperaba que Interflug se convirtiera en una segunda aerolínea que compitiera con Lufthansa como parte de la liberalización de la industria aeronáutica europea. British Airways mostró interés por adquirir Interflug, pero dichos anuncios no se materializaron y British adquirió acciones de Delta Air Lines.
En marzo de 1991, Interflug fue liquidada por el gobierno y Lufthansa fue elegida como agente para la liquidación. Sus 32 naves fueron vendidas por 192,3 millones de dólares. La mayoría de sus jets Tu-134 fueron vendidos a Rusia, de los cuales 17 fueron a la división de Aeroflot que posteriormente se convertiría en Komi Avia. Otros fueron a Aeroflot-Russian International Airlines y 12 fueron adquiridas por Vietnam Airlines y utilizadas para vuelos de cabotaje y regionales hasta 1997. El trío de Airbus A310 de Interflug fueron adquiridos por el Gobierno Federal de Alemania y usados como transportes VIP. Un número de exempleados de Interflug fue contratado por Lufthansa y sus compañías subsidiarias, incluyendo Condor Airlines y Lufthansa Technik, mientras que los empleados operativos de los aeropuertos se convirtieron en empleados de las corporaciones municipales que administraban los aeropuertos.
A pesar de que Interflug no sobrevivió a la unificación alemana, algunos de sus aviones soviéticos fueron conservados con sus libreas originales en colecciones aeronáuticas abiertas que se convirtieron en atracciones públicas. El más famoso es el Il-62 con la sigla DDR-SEG que fue aterrizado intencionalmente en una sección de pasto de la colina Stölln/Rhinow en una maniobra extremadamente riesgosa el 23 de octubre de 1989 para conmemorar el fatal accidente de Otto Lilienthal (1848-1896) en la Colina Gollenberg.

## Antiguos destinos
Como aerolínea nacional de Alemania del Este desde 1963 hasta 1991, Interflug operó vuelos regulares de pasajeros a los siguientes destinos:
| Países                        | Destinos      | Aeropuertos                                         |
| África                        | África        | África                                              |
| ----------------------------- | ------------- | --------------------------------------------------- |
| Argelia                       | Argel         | Aeropuerto Internacional Houari Boumedienne         |
| Egipto                        | El Cairo      | Aeropuerto Internacional de El Cairo                |
| Guinea                        | Conakri       | Aeropuerto Internacional Ahmed Sékou Touré          |
| Libia                         | Trípoli       | Aeropuerto Internacional de Trípoli                 |
| Mali                          | Bamako        | Aeropuerto Internacional de Bamako-Sénou            |
| Mozambique                    | Maputo        | Aeropuerto Internacional de Maputo                  |
| Nigeria                       | Lagos         | Aeropuerto Internacional Murtala Muhammed           |
| Túnez                         | Monastir      | Aeropuerto Internacional de Monastir-Habib Burguiba |
| Túnez                         | Túnez         | Aeropuerto Internacional de Túnez-Cartago           |
| América                       |               |                                                     |
| Cuba                          | La Habana     | Aeropuerto Internacional José Martí                 |
| Asia                          |               |                                                     |
| Bangladés                     | Daca          | Aeropuerto de Tejgaon                               |
| Bangladés                     | Daca          | Aeropuerto Internacional de Daca-Hazrat Shahjalal   |
| China                         | Pekín         | Aeropuerto Internacional de Pekín-Capital           |
| Emiratos Árabes Unidos        | Dubái         | Aeropuerto Internacional de Dubái                   |
| Irak                          | Bagdad        | Aeropuerto Internacional de Bagdad                  |
| Israel                        | Tel Aviv      | Aeropuerto Internacional Ben Gurión                 |
| Líbano                        | Beirut        | Aeropuerto Internacional Rafic Hariri               |
| Pakistán                      | Karachi       | Aeropuerto Internacional Jinnah                     |
| Singapur                      | Singapur      | Aeropuerto Internacional de Singapur                |
| Siria                         | Damasco       | Aeropuerto Internacional de Damasco                 |
| Tailandia                     | Bangkok       | Aeropuerto Internacional Don Mueang                 |
| Turquía                       | Estambul      | Aeropuerto Internacional Atatürk                    |
| Vietnam                       | Hanói         | Aeropuerto Gia Lam                                  |
| Vietnam                       | Hanói         | Aeropuerto Internacional de Nội Bài                 |
| Europa                        |               |                                                     |
| Alemania Occidental           | Colonia/Bonn  | Aeropuerto de Colonia/Bonn                          |
| Alemania Occidental           | Düsseldorf    | Aeropuerto Internacional de Düsseldorf              |
| Alemania Occidental           | Hamburgo      | Aeropuerto de Hamburgo                              |
| Albania                       | Tirana        | Aeropuerto Internacional Madre Teresa               |
| Austria                       | Viena         | Aeropuerto de Viena-Schwechat                       |
| Bélgica                       | Bruselas      | Aeropuerto de Bruselas                              |
| Bulgaria                      | Burgas        | Aeropuerto de Burgas                                |
| Bulgaria                      | Sofía         | Aeropuerto de Sofía                                 |
| Bulgaria                      | Varna         | Aeropuerto de Varna                                 |
| Chipre                        | Lárnaca       | Aeropuerto Internacional de Lárnaca                 |
| Chipre                        | Nicosia       | Aeropuerto de Nicosia                               |
| Checoslovaquia                | Bratislava    | Aeropuerto de Bratislava-Milan Rastislav Štefánik   |
| Checoslovaquia                | Poprad        | Aeropuerto de Poprad-Tatry                          |
| Checoslovaquia                | Praga         | Aeropuerto de Praga                                 |
| Dinamarca                     | Copenhague    | Aeropuerto de Copenhague-Kastrup                    |
| Finlandia                     | Helsinki      | Aeropuerto de Helsinki-Vantaa                       |
| Grecia                        | Atenas        | Aeropuerto Internacional Eleftherios Venizelos      |
| Hungría                       | Budapest      | Aeropuerto de Budapest-Ferenc Liszt                 |
| Italia                        | Milán         | Aeropuerto de Milán-Linate                          |
| Italia                        | Roma          | Aeropuerto de Roma-Fiumicino                        |
| Malta                         | La Valeta     | Aeropuerto Internacional de Malta                   |
| Países Bajos                  | Ámsterdam     | Aeropuerto de Ámsterdam-Schiphol                    |
| Polonia                       | Varsovia      | Aeropuerto de Varsovia-Chopin                       |
| República Democrática Alemana | Berlín Este   | Aeropuerto de Berlín-Schönefeld (HUB)               |
| República Democrática Alemana | Dresde        | Aeropuerto de Dresde                                |
| República Democrática Alemana | Erfurt        | Aeropuerto de Erfurt                                |
| República Democrática Alemana | Leipzig/Halle | Aeropuerto de Leipzig/Halle                         |
| República Democrática Alemana | Usedom        | Aeropuerto de Heringsdorf                           |
| Rumania                       | Bucarest      | Aeropuerto de Bucarest-Băneasa                      |
| Suecia                        | Estocolmo     | Aeropuerto de Estocolmo-Arlanda                     |
| Unión Soviética               | Kiev          | Aeropuerto Internacional de Borýspil                |
| Unión Soviética               | Leningrado    | Aeropuerto Internacional de Púlkovo                 |
| Unión Soviética               | Minsk         | Aeropuerto Internacional de Minsk                   |
| Unión Soviética               | Moscú         | Aeropuerto Internacional de Moscú-Sheremétievo      |
| Unión Soviética               | Moscú         | Aeropuerto Internacional de Moscú-Vnúkovo           |
| Yugoslavia                    | Belgrado      | Aeropuerto de Belgrado-Nikola Tesla                 |
| Yugoslavia                    | Liubliana     | Aeropuerto de Liubliana                             |
| Yugoslavia                    | Split         | Aeropuerto de Split                                 |
| Yugoslavia                    | Zagreb        | Aeropuerto de Zagreb                                |

## Flota histórica
Interflug operó la siguiente flota de aviones:
| Aeronaves                      | Total | Introducido | Retirado | Matrículas |
| ------------------------------ | ----- | ----------- | -------- | --- |
| Aero Ae-45                     | ??    | 1956        | 1961     | ?? |
| Airbus A310                    | 3     | 1989        | 1991     | DDR-ABA (rrg. D-AOAA), DDR-ABB (rrg. D-AOAB) y DDR-ABC (rrg. D-AOAC) |
| Antonov An-2                   | 4     | 1957        | 1990     | DDR-SKD, DDR-SKK, DDR-SKB y DDR-SKC |
| Antonov An-24                  | 7     | 1965        | 1975     | DM-SBE, DM-SBH, DM-SBF, DM-SBC, DM-SBA, DM-SBD y DM-SBG |
| Antonov An-26                  | 7     | 1984        | 1990     | DDR-SBB, DDR-SBF, DDR-SBD, DDR-SBA, DDR-SBE, DDR-SBG y DDR-SBN |
| De Havilland Canada Dash 8-100 | 1     | 1990        | 1991     | OE-LLI |
| Ilyushin Il-14                 | 40    | 1955        | 1983     | DM-SBA (rrg. DDR-ABA), DDR-ABZ (rrg. DM-SBZ y DM-SBB), DM-SBX, DM-SBC, DM-SBD, DM-SBF (rrg. DDR-ABF), DM-SBL, DM-SBR, DM-SBW, DM-SBS, DM-SBU, DM-SBV, DM-SBI, SP-LNE, DM-SBE, DM-SBO, DM-ZZB (rrg. DM-SAZ), DM-SAA, DM-SAB, DM-SAC, DM-SAD, DM-SAE, DM-SAF, DM-SAG, DM-SAH, DM-VAL, DM-SAI, DM-SAK, DM-SAL (rrg. DDR-SAL), DM-SAS, DDR-SAM, DM-SAM, DM-SAN, DM-SAO, DM-SBM, DM-SBG, DM-SBH, DM-SBP y HA-MAA |
| Ilyushin Il-18                 | 16    | 1960        | 1990     | DM-STA (rrg. DDR-STA), DM-STB (rrg. DDR-STB), DM-STC (rrg. DDR-STC), DM-STD (rrg. DDR-STD), DM-STF, DM-STG (rrg. DDR-STG), DM-STE (rrg. DDR-STE), DM-STH (rrg. DDR-STH), DM-STP (rrg. DDR-STP), DM-STF* (rrg. DDR-STF), DDR-STI, DM-STK (rrg. DDR-STK), DM-STL, DDR-STM, DM-STN (rrg. DDR-STN) y DM-STO (rrg. DDR-STO) |
| Ilyushin Il-62                 | 18    | 1970        | 1991     | DDR-SET (rrg. D-AOAK), DDR-SES (rrg. D-AOAJ), DDR-SEM (rrg. D-AOAG), DDR-SEZ (rrg. D-AOAN), DDR-SER (rrg. D-AOAI), DDR-SEL (rrg. D-AOAF), DDR-SEY (rrg. D-AOAM), DDR-SEK (rrg. D-AOAE), DM-SEI (rrg. DDR-SEI y D-AOAD), DDR-SEO (rrg. D-AOAH), DM-SEA, DM-SEB (rrg. DDR-SEB), DDR-SEU (rrg. D-AOAL), DDR-SEW, DM-SEC (rrg. DDR-SEC), DM-SEF (rrg. DDR-SEF), DM-SEG (rrg. DDR-SEG) y DM-SEH (rrg. DDR-SEH) |
| LET L-410 Turbolet             | 6     | 1982        | 1990     | DDR-SXA, DDR-SXB, DDR-SXC, DDR-SXD, DDR-SXE y DDR-SXF |
| Mil Mi-2                       | 1     | 1990        | 1990     | DDR-SJW |
| Túpolev Tu-134                 | 30    | 1968        | 1991     | DM-SCB (rrg. DDR-SCB), DM-SCA, DM-SCD, DM-SCG (rrg. DDR-SCG), DM-SCH (rrg. DDR-SCH), DM-SCE (rrg. DDR-SCE), DM-SCL (rrg. DDR-SCL), DM-SCK (rrg. DDR-SCK), DM-SCM, DM-SCI (rrg. DDR-SCI y D-AOBA), DM-SCO (rrg. DDR-SCO y D-AOBD), DM-SCS (rrg. DDR-SCS y D-AOBG), DM-SCR (rrg. DDR-SCR y D-AOBF), DM-SCP (rrg. DDR-SCP y D-AOBE), DM-SCT (rrg. DDR-SCT y D-AOBH), DM-SCU (rrg. DDR-SCU y D-AOBI), DM-SCV (rrg. DDR-SCV y D-AOBJ), DDR-SCW (rrg. D-AOBK), DDR-SDC (rrg. D-AOBN), DDR-SDE (rrg. D-AOBO), DDR-SDG (rrg. D-AOBQ), DM-SDH (rrg. DDR-SDH y D-AOBR), DM-SDI (rrg. DDR-SDI y D-AOBS), DM-SCY (rrg. DDR-SCY y D-AOBM), DDR-SDO, DDR-SDF (rrg. D-AOBP), DM-SCX (rrg. DDR-SCX y D-AOBL), DM-SCN (rrg. DDR-SCN y D-AOBC), DM-SCF (rrg. DDR-SCF) y DM-SCZ (rrg. DM-SCZ) |
| Túpolev Tu-154                 | 1     | 1990        | 1990     | DDR-SFA |

## Accidentes e incidentes
- El 7 de diciembre de 1963, un Ilyushin Il-14 de Interflug (matriculado DM-SBL) aterrizó en panza cerca de Königsbrück tras un fallo eléctrico total; los 33 pasajeros a bordo sobrevivieron.[8]
- El 26 de julio de 1964, un Antonov An-2 de Interflug (matriculado DM-SKS) se estrelló cerca de Magdeburgo; los dos ocupantes murieron.[9]
- El 10 de marzo de 1970, se produjo un intento de secuestro en un vuelo de Interflug de Berlín Oriental a Leipzig. Armados con pistolas, un matrimonio joven, Eckhard y Christel Wehage, exigieron al piloto que volara el Antonov An-24 (que tenía otros 15 pasajeros a bordo) hasta Hannover, en Alemania Occidental, para escapar de la Cortina de Hierro. El piloto afirmó que no tenía suficiente combustible y los Wehage aceptaron volar al aeropuerto de Berlín-Tempelhof, en Berlín Occidental. El avión regresó al aeropuerto de Berlín-Schönefeld, lo que llevó a los Wehage a suicidarse.[10]
- El desastre aéreo de Königs Wusterhausen, el más mortífero hasta la fecha en Alemania con 156 víctimas mortales ocurrió el 14 de agosto de 1972, cuando un Ilyushin Il-62 de Interflug (matriculado DM-SEA), entonces uno de los aviones de pasajeros más grandes del mundo, se estrelló durante un intento de aterrizaje de emergencia cerca del aeropuerto de Berlín-Schönefeld. El avión, matriculado DM-SEA, fue el primer Il-62 operado por Interflug. Poco después del vuelo Berlín-Burgas, la tripulación tuvo problemas con los elevadores causados por un incendio en la bodega de carga, que destruyó parte del fuselaje trasero. La tripulación intentó posteriormente regresar al aeropuerto, pero el avión comenzó a descender sin control.[11]
- El 1 de septiembre de 1975, un Túpolev Tu-134 de Interflug (matriculado DM-SCD) se estrelló durante su aproximación al aeropuerto de Leipzig/Halle; 27 de las 34 personas a bordo murieron (tres tripulantes y cuatro pasajeros sobrevivieron). El avión viajaba desde Stuttgart, Alemania Occidental, a Leipzig (tales vuelos sólo se realizaban durante la Feria de Leipzig). Más tarde se determinó que los pilotos no habían comprobado correctamente la altitud del avión, lo que provocó un descenso por debajo de la senda de planeo y una colisión con un mástil de antena.[12]
- El 22 de noviembre de 1977, otro Túpolev Tu-134 de Interflug (matriculado DM-SCM) en un vuelo procedente de Moscú sufrió daños irreparables en un accidente de aterrizaje en el aeropuerto de Berlín-Schönefeld. El avión, con 74 personas a bordo, se estrelló contra la pista debido a una velocidad de descenso excesiva causada por un manejo defectuoso del piloto automático.[13]
- El 26 de marzo de 1979, un Ilyushin Il-18 de Interflug configurado para carga (matriculado DM-STL) se salió de la pista del aeropuerto de Luanda en Angola después de un fallo del motor durante la carrera de despegue. El avión se rompió y estalló en llamas; las diez personas a bordo murieron.[14]
- El 30 de enero de 1980, otro Ilyushin Il-18 sufrió un intento de secuestro similar al de 1970 durante un vuelo de Interflug de Érfurt a Berlín Oriental. Los dos hombres fueron reducidos por la tripulación y algunos pasajeros.[15]
- El 20 de diciembre de 1980, el vuelo 302 de Interflug de Berlín Oriental a Budapest fue objeto de una amenaza de bomba. En el camino, se descubrió una nota escrita a mano que afirmaba que había una bomba oculta en el Túpolev Tu-134 (registrado DM-SCB), que sería detonada una vez que el avión descendiera por debajo de los 120 metros y que sólo podía ser desactivada por personal especializado en el aeropuerto de Berlín-Tempelhof. La tripulación decidió desviarse al aeropuerto de Poprad-Tatry, un aeródromo checoslovaco ubicado a una altitud de 718 metros. Después del aterrizaje no se encontró ningún artefacto explosivo. Todos los pasajeros fueron interrogados y el 4 de enero de 1981, el secuestrador finalmente confesó. Fue condenado a ocho años de prisión.[16]
- El 17 de junio de 1989, un Ilyushin Il-62 (registrado DDR-SEW) que operaba el vuelo 102 de Interflug a Moscú se salió de la pista durante un intento de despegue en el aeropuerto de Berlín-Schönefeld y se incendió; 21 de los 103 pasajeros a bordo y una persona en tierra murieron (los diez miembros de la tripulación sobrevivieron). El accidente comenzó cuando un timón se atascó debido a una pestaña de bloqueo que se había dejado en su lugar durante el mantenimiento. Cuando se le indicó que aplicara el empuje inverso, el ingeniero de vuelo apagó los motores por error. Debido a que el accidente ocurrió en el aniversario de la sublevación de 1953 en la República Democrática Alemana, la atmósfera tensa resultante en la RDA inicialmente llevó a sospechas de sabotaje, lo que retrasó la asistencia médica a los sobrevivientes.[17]
- El 11 de febrero de 1991, un Airbus A310 el vuelo programado de Interflug de Berlín a Moscú se vio involucrado en un incidente de aproximación frustrada en el Aeropuerto Internacional de Moscú-Sheremétievo. El capitán del Airbus A310 (matriculado D-AOAC) no estaba de acuerdo con los ajustes de la computadora de vuelo para la maniobra de aproximación frustrada, y las entradas de control opuestas resultantes de la computadora de vuelo provocaron un total de cuatro paradas, incluida una que hizo que el avión se inclinara hasta 88 grados (casi vertical). Los pilotos finalmente recuperaron el control y aterrizaron el avión. El incidente demostró aún más el peligro de que las tripulaciones anulen inadvertidamente o deliberadamente los protocolos de seguridad automáticos integrados en los aviones de pasajeros modernos.[18]